# Усамљени осветник (филм из 2013)
Усамљени осветник (енгл. The Lone Ranger) амерички је вестерн акциони филм из 2013. године у режији Гора Вербинског. Сценарио потписују Џастин Хејд, Тед Елиот и Тери Росио по сопственој филмској причи на основу измишљеног маскираног тексашког ренџера, док су продуценти филма Џери Брукхајмер и Вербински. Филмску музику је компоновао Ханс Цимер.
Насловну улогу тумачи Џони Деп као Тонто, док су у осталим улогама Арми Хамер, Том Вилкинсон, Вилијам Фикнер, Бари Пепер, Џејмс Баџ Дејл и Хелена Бонам Картер. Дистрибуиран од стране Walt Disney Studios Motion Picturesа, светска премијера филма је била одржана 3. јула 2013. у Сједињеним Државама.
Буџет филма је износио између 225−250 милиона долара, док је зарада од филма је 260,5 милиона долара.

## Радња
Амерички ратник Тонто (Џони Деп) присјећа се никад испричаних прича које су претвориле Џона Рида (Арми Хамер), човјека који поштује закон, у легенду правде – крећући притом на епско путовање препуно изненађења и урнебесних догађаја у којима ово двоје наизглед неспојивих јунака морају научити сурађивати заједно како би се успјешно борили против похлепе и корупције.

## Улоге
| Глумац              | Улога                       |
| ------------------- | --------------------------- |
| Џони Деп            | Тонто                       |
| Арми Хамер          | Џон Рид / Усамљени осветник |
| Том Вилкинсон       | Лејтам Кол                  |
| Вилијам Фикнер      | Бач Кавендиш                |
| Бари Пепер          | Џај Фулер                   |
| Џејмс Баџ Дејл      | Дан Рид                     |
| Хелена Бонам Картер | Ред Харингтон               |
| Лион Рипи           | Колинс                      |
| Стивен Рут          | Хаберман                    |
| Џејмс Фрејн         | Берет                       |